# Ghisoni
Ghisoni es una comuna y población de Francia, en la región de Córcega, departamento de Alta Córcega. Es la cabecera del cantón de su nombre, aunque Ghisonaccia tiene una población mucho mayor.
Su población en el censo de 1999 era de 267 habitantes.
Posee el sello de calidad de Les plus beaux villages de France.